# Залізничний транспорт у Ліхтенштейні

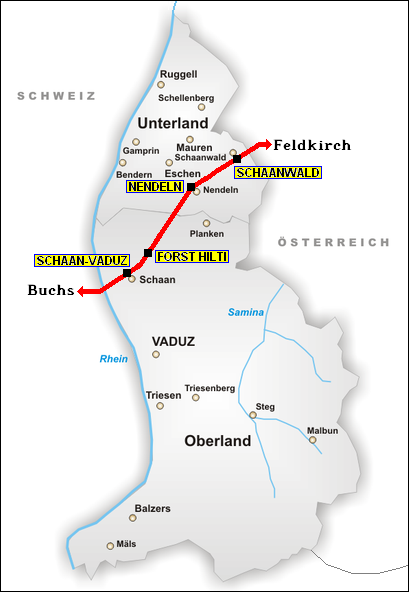
Мапа залізниці в Ліхтенштейні

Залізничні шляхи Ліхтенштейну перебувають у підпорядковуванні Австрійської федеральної залізниці. Ця домовленість є винятком зі звичніших угод зі Швейцарією, на кшталт використання Швейцарського франка як своєї валюти та єдиного митного простору.

## Система
Залізнична система Ліхтенштейну складається лише з одної лінії, що сполучає Австрію (Фельдкірх) та Швейцарію (Бухс) через Ліхтенштейн. Протяжність лінії — 9,5 км. Лінія є електрифікованою, напруга — 15 кВ.

## Станції
У Ліхтенштейні розташовані тільки 4 залізничні станції:
- Шан-Вадуц (станція) (в передмісті Шану, обслуговує також Вадуц)
- Форст Гілті (станція) (у північному передмісті Шану)
- Нендельн (станція) (у селі Нендельн, яке належить до комуни Ешен
- Шанвальд (станція) (у селі Шанвальд, яке належить до комуни Маурен) (з 2013 року не використовується і не діє)

Ці станції використовуються досить рідко, оскільки переважає автомобільний транспорт.